# 벤데미어역

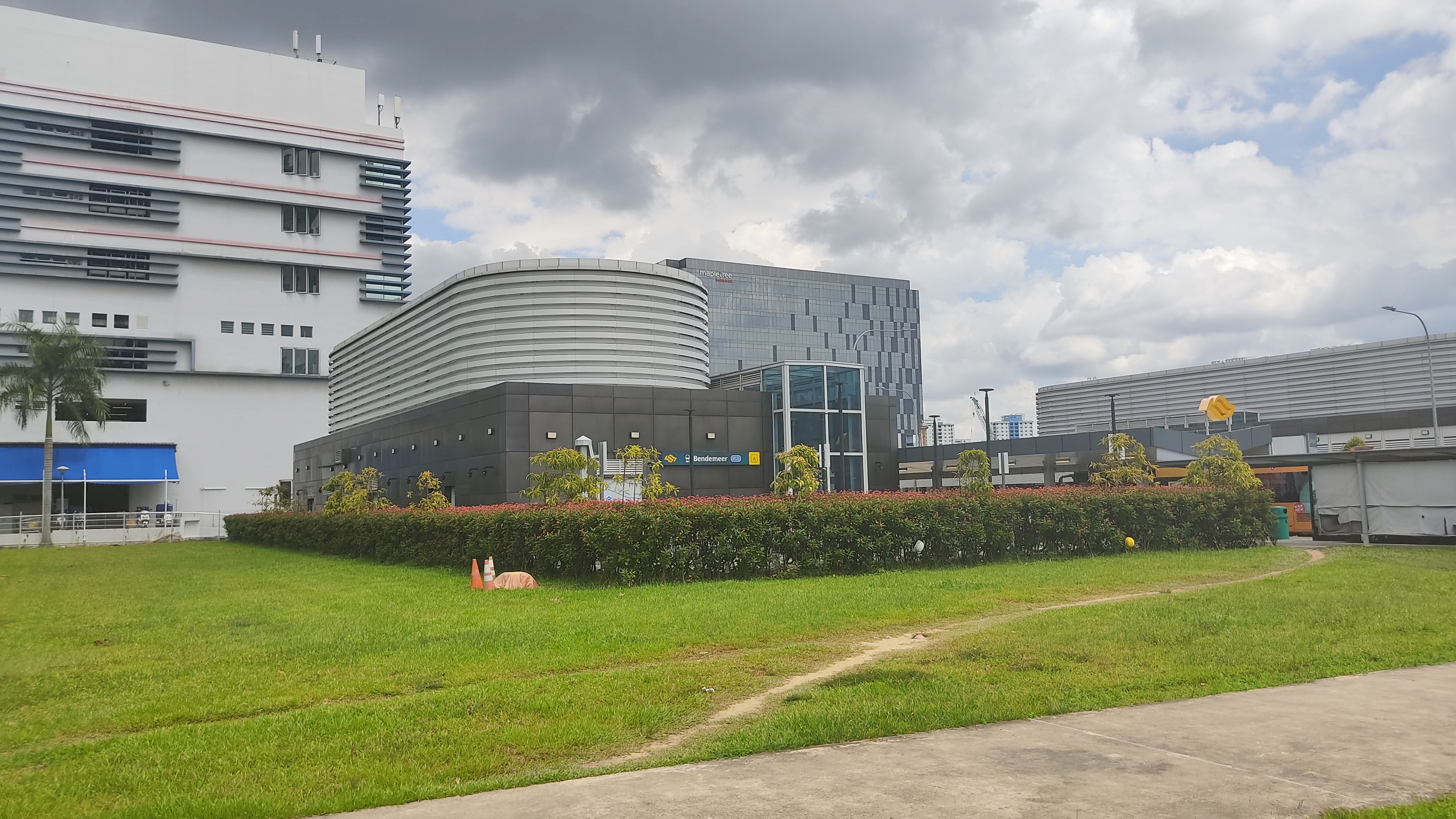

벤데미어역(Bendemeer MRT station)은 싱가포르 칼랑(Kallang)에 있는 다운타운선에 있는 지하철 MRT(Mass Rapid Transit) 역이다.
'벤데미어'라는 이름에도 불구하고 역은 벤데미어 로드 아래가 아니라 칼랑 바루 아래에 위치해 있다. 이 역은 라벤더 스트리트(Lavender Street) 주변의 상업 개발과 칼랑 애비뉴(Kallang Avenue)를 따라 있는 산업 단지에 서비스를 제공한다. 유명한 잘란브사르 스타디움(Jalan Besar Stadium), 라벤더역, 분켕역이 가까이에 있다.